# Bașarivka, Radîvîliv
Bașarivka (în ucraineană Башарівка) este localitatea de reședință a comunei Bașarivka din raionul Radîvîliv, regiunea Rivne, Ucraina.

## Demografie
Componența lingvistică a localității Bașarivka
     Ucraineană (99,46%)
     Alte limbi (0,36%)
Conform recensământului din 2001, majoritatea populației localității Bașarivka era vorbitoare de ucraineană (99,46%), existând în minoritate și vorbitori de alte limbi.